# Földváry Mihály (alispán)
Földvári és bernátfalvi Földváry Mihály Kálmán (Tass, 1824. február 28. – Budapest, 1895. január 12.) Pest vármegyei alispán, országgyűlési képviselő.

## Pályafutása
Apja bethlenfalvi Földváry Mihály, anyja Batta Mária volt. Iskoláit az aszódi algimnáziumban kezdte, majd a pesti evangélikus főgimnáziumban fejezte be. Bölcsészetet a győri bencés akadémián hallgatott, a jogot Pápán a református kollégiumban végezte el, ahol a neves jogász Zádor György is tanára volt. 1846-ban ügyvédi vizsgát tett és Pest vármegye szolgálatába lépett mint esküdt, s már 1847-ben alszolgabíróvá választották.
1848-ban a pesti járási nemzetőrök csapatát vezette Szenttamás alá, a lázadó szerbek ellen. A Bach-korszakban elvonult falusi birtokára. 1861-ben főszolgabíróvá választották, de e tisztségéről csakhamar lemondott, s ismét elvonult a politikától. 1867-ben újból hivatalt vállalt, a Solti felső járás főszolgabírója lett. 1872-ben a keceli kerület országgyűlési képviselőjévé választotta balközép párti programmal; ugyanitt kapott mandátumot 1875-ben is, amikor a fúzió alkalmából a Szabadelvű Párthoz csatlakozott. A vám- és kereskedelmi szerződés tárgyalásakor azonban 70 társával kivált e pártból s a Független Szabadelvű Párt megalakításakor ennek egyik vezetője lett. 1878-tól Pest vármegye alispánjának választották, s haláláig betöltötte ezt a tisztséget. Nagy népszerűségre tett szert, mert a megye részéről megtagadta a fuvarkötelezettséget Bosznia okkupációja során, s emiatt ideiglenesen fel is függesztették állásából. 1884-ben ismét megválasztották, s ugyanekkor megkapta a Vaskorona-rend III. osztályú keresztjét is. 1881-ben a pesti evangélikus egyházmegye felügyelőjévé, 1886-ban a bányakerületi gyámintézet világi elnökévé választották meg.
Népes családja született, felesége Földváry Gábor Erzsébet nevű leánya volt. Hosszas szenvedés után hunyt el, sírja a Fiumei úti sírkertben található (29-1-9).

## Művei
- Országgyűlési karcolatok, 1873. november 7-től 1874. március 9-ig. Budapest, 1874.

## Jegyzetek

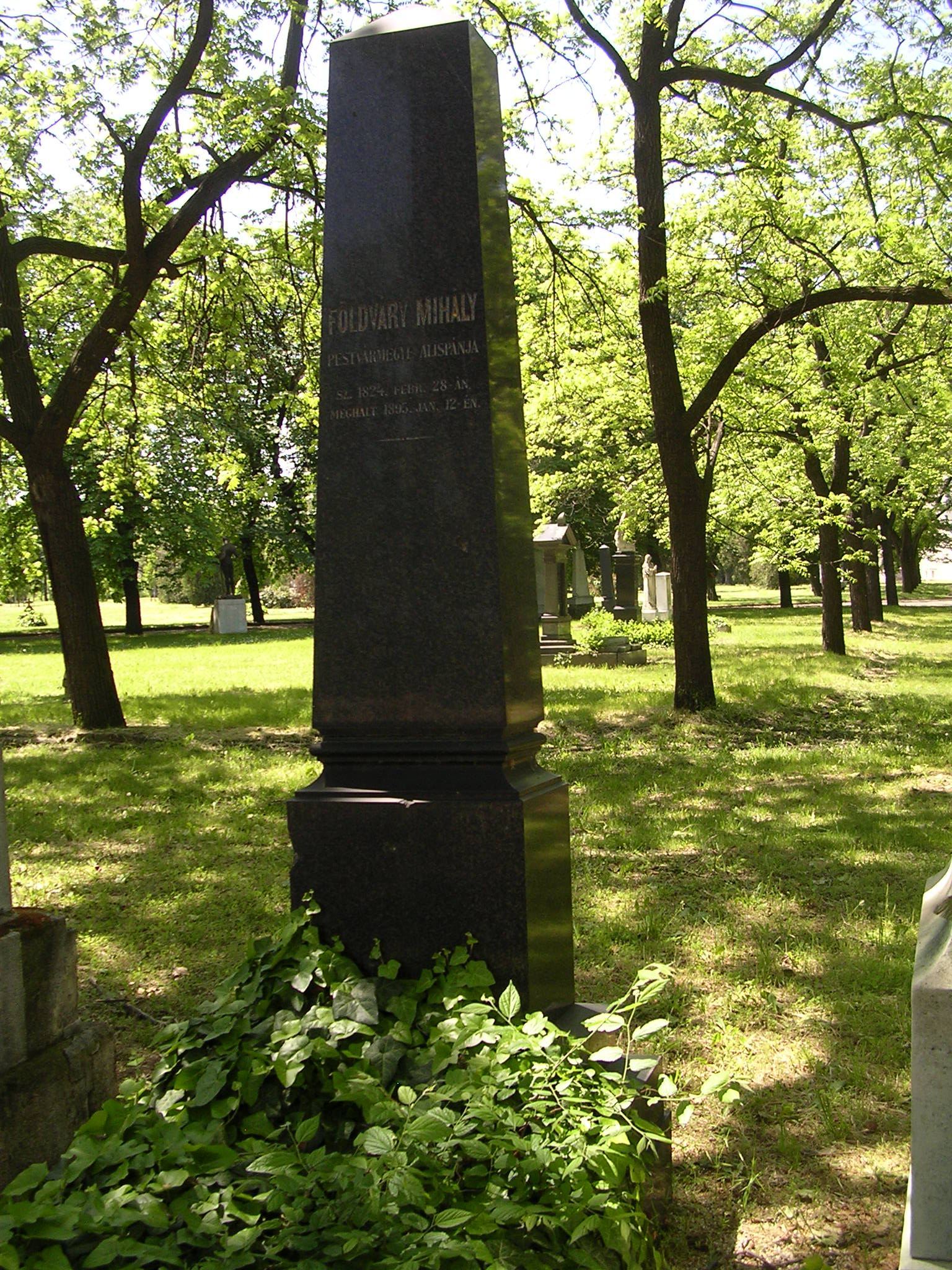
Sírja a Fiumei úti sírkertben (29-1-9)